# Morcón

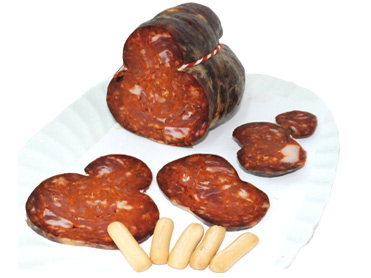
Morcón ibérico cular entraña.

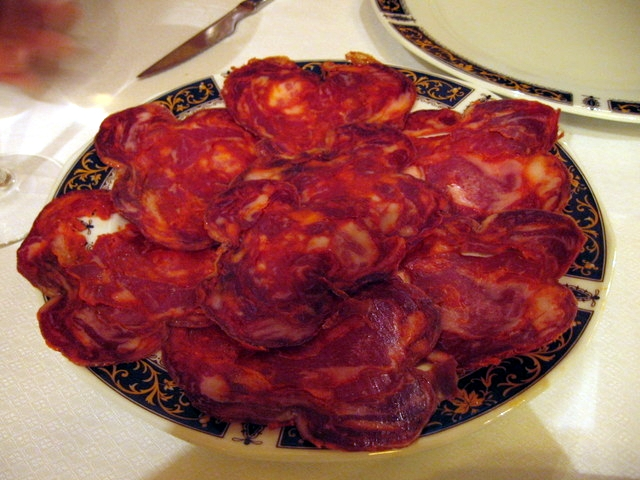
Plato surtido con rodajas de morcón.

El morcón es un embutido del cerdo muy similar al chorizo. Se elabora de forma similar. La diferencia se encuentra en que el chorizo se embute con el intestino delgado del cerdo, mientras que el morcón se embute con el intestino grueso. Suele ser típico de las matanzas del cerdo realizadas en las regiones andaluzas, extremeñas y Salamanca.
En cambio en Murcia, Albacete y en algunas comarcas de la Comunidad Valenciana, el morcón es un embutido elaborado con carne de cerdo cocida, embutida en una vejiga, similar a la mortadela. En el Valle de Ayora existe una variante conocida con el nombre de perro. En castellano antiguo del siglo XVI era entendido como morcilla.

## Características
La diferencia con respecto al chorizo es la carne con la que se elabora; que por lo general es magro de calidad, sin aponeurosis ni cúmulos de grasa. Recibe el nombre de morcón por ser el morcón o ciego la tripa que lo envuelve (es decir el intestino grueso). El adobo utilizado para condimentarlo es fundamentalmente constituido por pimentón dulce, ajo y sal. Debido al grosor del morcón la estancia en el secadero natural y el periodo de maduración es bastante largo. Una de las diferencias apreciables con el chorizo es que el morcón posee una sección mayor, además de ser más jugosa. 

## Variantes
Existe una variante de morcón en Filipinas, elaborado con carne de vacuno. No se sabe si es influencia de España o una denominación similar de dos platos diferentes.